# 보은 서원리 소나무
보은 서원리 소나무(報恩 書院里 소나무)는 충청북도 보은군 장안면 서원리에 있는 소나무이다. 정이품송과 부부라 하여 정부인송이라고도 한다. 1988년 4월 30일 대한민국의 천연기념물 제352호로 지정되었다.

## 개요
《보은 서원리 소나무》는 속리산 남쪽의 서원리와 삼가천을 옆에 끼고 뻗은 도로 옆에 있으며, 나이는 약 600살 정도로 추정된다. 높이 15.2m, 뿌리 근처의 둘레 5.0m, 줄기는 84cm 높이에서 2개로 갈라졌으며, 전체적으로 우산모양을 하고 있다.
법주사 입구의 정이품송과는 부부사이라 하여 '정부인송'이라고도 불린다. 정이품송의 외줄기로 곧게 자란 모습이 남성적이고, 이 나무의 우산모양으로 퍼진 아름다운 모습이 여성적으로 비유되기 때문이다. 마을 사람들은 매년 이 소나무에게 마을의 평안을 비는 제사를 지내고 있다.
실제로 최근(2002, 2003)에는 정이품송의 꽃가루를 가루받이를 하여 후계목을 길러내는 사업을 시도하였다.
《속리 서원리 소나무》는 민속적·생물학적 자료로서의 보존가치가 높아 천연기념물로 지정하여 보호하고 있다.

## 같이 보기
- 보은 속리 정이품송 (천연기념물 제103호)

## 참고 도서
- 문화재청, 《문화재이야기여행 천연기념물 100선 보관됨 2016-08-28 - 웨이백 머신》, pp126-130, 2016-03-31

## 참고 자료
- 보은 서원리 소나무 - 국가유산청 국가유산포털